# Pseudonthobium sinuatotibiale
Pseudonthobium sinuatotibiale là một loài bọ cánh cứng trong họ Bọ hung (Scarabaeidae).